# グリーズ
グリーズ（グリズ、グリス、グリッドとも。古ノルド語: Gríðr。綴りは他にGridr、Gridとも）は、北欧神話に登場する女巨人である。
グリーズは、ハーコン・シグルザルソンに仕えていた詩人エイリーヴ・グズルーナルソン（Eilífr Goðrúnarson）によるスカルド詩の『トール讃歌』、そして、『スノッリのエッダ』第二部『詩語法』で言及される。
『詩語法』では次のようなエピソードが語られる。
ゲイルロズに脅迫されたロキが、トールがミョルニル、メギンギョルズ、ヤールングレイプルを持たずにゲイルロズの所へ行くように仕向けた。トールとロキは途中でグリーズの家に泊まった。グリーズは、ミョルニルも何も持っていなかったトールに、自分の所有する不思議な道具を貸した。それはグリダヴォル（Grídarvöl）という杖、一対の鉄の手袋（ヤールングレイプル）、力帯（メギンギョルズ）であった。これらによってトールはゲイルロズと一族を倒した。
グリーズはまた、オーディンとの間にヴィーザルをもうけた。出典のはっきりしないエピソードによると、ある日、オーディンが洞窟の中に美しいグリーズを見つけた。彼はグリーズを口説き、そしてヴィーザルが生まれた。ラグナロクが到来したときに息子ヴィーザルがフェンリルと戦って父の仇を討つと知ったグリーズは、息子に鉄製の靴と脛当てを与え、その運命を告げたという。